# Taruni Sachdev
Taruni Sachdev (14. maj 1998 – 14. maj 2012) var en indisk barnemodel- og skuespiller bedst kendt for sit arbejde i flere tv-reklamer og et par film. Hun har også optrådt i en reklame for Rasna, samt i bollywoodfilmen Paa (2009).

## Personligt info
Taruni Sachdev blev født i Mumbai Haresh Sachdev og Geeta Sachdev. Hun gjorde sin skolegang på Bai Avabai Framji Petit Girls High School i Bandra, Mumbai.

## Karriere
Taruni har medvirket i flere tv-reklamer for bl.a Rasna, Colgate, ICICI Bank, Reliance Mobile, LG, Saffola og Kesar Badam Milk. Hun var en af de travleste børnemodeller i branchen, og medvirkede sammen med Amitabh Bachchan, Abhishek Bachchan og Vidya Balan i Hindi-filmen Paa (2009). Hun har også medvirket i to Malayalam film: Vellinakshtram (2004) og Sathyam (2004). Hun var den højestbetalte børneskuespiller på hendes tid med over 50 reklamer og hun var mest husket, for sin optræden sammen med Rasna-pigen Karishma Kapoor.

## Filmografi
| År   | Film            | Rolle       | Sprog     | Noter                               |
| ---- | --------------- | ----------- | --------- | ----------------------------------- |
| 2003 | Koi Mil Gaya    |             | Hindi     |                                     |
| 2004 | Vellinakshatram | Ammukutty   | Malayalam | Spillede en rolle som barnespøgelse |
| 2004 | Sathyam         | Chinnukutty | Malayalam |                                     |
| 2009 | Paa             | Studerende  | Hindi     |                                     |
| 2012 | Vetriselvan     | Søster      | Tamil     |                                     |

## Død
Taruni Sachdev omkom i et Agni Air Flight CHT flystyrt i Nepal, d. 14. maj 2012, samme dag som hendes fødselsdag. Taruni's mor Geetha Sachdev, var med flyveren og omkom ligesom sin datter.
Den indiske skuespiller Amitabh Bachan udtalte "som en fast del af crewet omkring filmen Paa, var hun helt fantastisk. Det er svært at tro at hun er offer for sådan en frygtelig tragedie. Vores dybeste og hjertevarme kondolencer, fra alle os på produktionen af filmen Paa.